# Laura Harper
Laura Ashley Harper (Filadelfia, 11 aprile 1986) è un'ex cestista e allenatrice di pallacanestro statunitense, professionista nella WNBA.

## Carriera
È stata selezionata dalle Sacramento Monarchs al primo giro del Draft WNBA 2008 (10ª scelta assoluta).

## Palmarès
- Campione NCAA (2006)
- NCAA Basketball Tournament Most Outstanding Player (2006)